# Guan Yue Miao
Der Guan Yue Miao (Guan-Yue-Tempel; chinesisch 关岳庙, Pinyin Guān Yuè Miào, englisch Guan-Yue Temple) in Peking war ursprünglich ein Familientempel des Chunxian-Prinzen Yixuan (chin. 奕譞), des siebten Sohnes des Daoguang-Kaisers der Qing-Dynastie. Er befindet sich in der nach dem alten Trommelturm benannten Straße Gulou Xi Dajie Nr. 149. Sein Bau wurde 1891 begonnen und 1899 beendet.
Der Tempel erhielt seinen heutigen Namen im Jahr 1914, als die Beiyang-Regierung (chin. 北洋政府) (unter Yuan Shikai) zwei Skulpturen der historischen Persönlichkeiten Guan Yu (als Kriegsgott unter dem Namen Guandi verehrt) und Yue Fei aufstellte und den Namen des Tempels in Guan Yue Miao änderte.
Nach der Gründung der Volksrepublik China war er das Büro des tibetischen Dalai Lama und später das Pekinger Büro der Regierung des Autonomen Gebiets Tibet. Heute befindet sich das Beijing Qomolangma Hotel (北京珠穆朗玛宾馆) in dem Tempel.
Der Guan Yue Miao (Guan-Yue-Tempel) steht seit 2006 auf der Liste der Denkmäler der Volksrepublik China (6-308).